# Grande Prêmio da Áustria de 2024
O Grande Prêmio da Áustria de 2024 (formalmente denominado Formula 1 Qatar Airways Austrian Grand Prix 2024) Foi a décima primeira etapa do Campeonato Mundial de Fórmula 1 de 2024. Disputada em 30 de junho de 2024 no Red Bull Ring, Spielberg, Estíria, Áustria.

## Resumo
George Russell conquista sua 2° Vitória na carreira e primeira Vitória da equipe Mercedes no ano, última vitória do George e Mercedes foi no Grande Prêmio de São Paulo de 2022.

## Resultados

#### Sprint Shootout
| Pos.                | N° | Piloto           | Construtor                 | Tempos classificatórios | Tempos classificatórios | Tempos classificatórios | Sprint grid |
| Pos.                | N° | Piloto           | Construtor                 | SQ1                     | SQ2                     | SQ3                     | Sprint grid |
| ------------------- | -- | ---------------- | -------------------------- | ----------------------- | ----------------------- | ----------------------- | ----------- |
| 1                   | 1  | Max Verstappen   | Red Bull Racing-Honda RBPT | 1:05.690                | 1:05.186                | 1:04.686                | 1           |
| 2                   | 4  | Lando Norris     | McLaren-Mercedes           | 1:05.786                | 1:05.561                | 1:04.779                | 2           |
| 3                   | 81 | Oscar Piastri    | McLaren-Mercedes           | 1:06.081                | 1:05.379                | 1:04.987                | 3           |
| 4                   | 63 | George Russell   | Mercedes                   | 1:05.764                | 1:05.325                | 1:05.054                | 4           |
| 5                   | 55 | Carlos Sainz Jr. | Ferrari                    | 1:05.781                | 1:05.435                | 1:05.126                | 5           |
| 6                   | 44 | Lewis Hamilton   | Mercedes                   | 1:06.504                | 1:05.539                | 1:05.270                | 6           |
| 7                   | 11 | Sergio Pérez     | Red Bull Racing-Honda RBPT | 1:06.256                | 1:05.612                | 1:06.008                | 7           |
| 8                   | 31 | Esteban Ocon     | Alpine-Renault             | 1:06.343                | 1:05.686                | 1:06.101                | 8           |
| 9                   | 10 | Pierre Gasly     | Alpine-Renault             | 1:06.465                | 1:05.757                | 1:06.624                | 9           |
| 10                  | 16 | Charles Leclerc  | Ferrari                    | 1:06.149                | 1:05.526                | No time                 | 10          |
| 11                  | 20 | Kevin Magnussen  | Haas-Ferrari               | 1:06.387                | 1:05.806                | N/A                     | 11          |
| 12                  | 18 | Lance Stroll     | Aston Martin-Mercedes      | 1:06.037                | 1:05.847                | N/A                     | 12          |
| 13                  | 14 | Fernando Alonso  | Aston Martin-Mercedes      | 1:06.487                | 1:05.878                | N/A                     | 13          |
| 14                  | 22 | Yuki Tsunoda     | RB-Honda RBPT              | 1:06.557                | 1:05.960                | N/A                     | 14          |
| 15                  | 2  | Logan Sargeant   | Williams-Mercedes          | 1:06.518                | No time                 | N/A                     | 15          |
| 16                  | 3  | Daniel Ricciardo | RB-Honda RBPT              | 1:06.581                | N/A                     | N/A                     | 16          |
| 17                  | 27 | Nico Hülkenberg  | Haas-Ferrari               | 1:06.583                | N/A                     | N/A                     | 17          |
| 18                  | 77 | Valtteri Bottas  | Kick Sauber-Ferrari        | 1:06.725                | N/A                     | N/A                     | 18          |
| 19                  | 23 | Alexander Albon  | Williams-Mercedes          | 1:06.754                | N/A                     | N/A                     | PL1         |
| 20                  | 24 | Zhou Guanyu      | Kick Sauber-Ferrari        | 1:07.197                | N/A                     | N/A                     | 19          |
| 107% time: 1:10.288 |    |                  |                            |                         |                         |                         |             |
| Fontes:             |    |                  |                            |                         |                         |                         |             |

Notas
- ↑1  – Alexander Albon qualificou-se em 19º, mas foi obrigado a iniciar o sprint no pit lane devido a alterações feitas na configuração de seu carro durante o parque fechado.[3]

#### Sprint
| Pos.                                                                    | N° | Piloto           | Construtor                 | Laps1 | Tempo/Retirada | Grid | Pontos |
| ----------------------------------------------------------------------- | -- | ---------------- | -------------------------- | ----- | -------------- | ---- | ------ |
| 1                                                                       | 1  | Max Verstappen   | Red Bull Racing-Honda RBPT | 23    | 26:41.389      | 1    | 8      |
| 2                                                                       | 81 | Oscar Piastri    | McLaren-Mercedes           | 23    | +4.616         | 3    | 7      |
| 3                                                                       | 4  | Lando Norris     | McLaren-Mercedes           | 23    | +5.348         | 2    | 6      |
| 4                                                                       | 63 | George Russell   | Mercedes                   | 23    | +8.354         | 4    | 5      |
| 5                                                                       | 55 | Carlos Sainz Jr. | Ferrari                    | 23    | +9.989         | 5    | 4      |
| 6                                                                       | 44 | Lewis Hamilton   | Mercedes                   | 23    | +11.207        | 6    | 3      |
| 7                                                                       | 16 | Charles Leclerc  | Ferrari                    | 23    | +13.424        | 10   | 2      |
| 8                                                                       | 11 | Sergio Pérez     | Red Bull Racing-Honda RBPT | 23    | +17.409        | 7    | 1      |
| 9                                                                       | 20 | Kevin Magnussen  | Haas-Ferrari               | 23    | +24.067        | 11   |        |
| 10                                                                      | 18 | Lance Stroll     | Aston Martin-Mercedes      | 23    | +30.175        | 12   |        |
| 11                                                                      | 31 | Esteban Ocon     | Alpine-Renault             | 23    | +30.839        | 8    |        |
| 12                                                                      | 10 | Pierre Gasly     | Alpine-Renault             | 23    | +31.308        | 9    |        |
| 13                                                                      | 22 | Yuki Tsunoda     | RB-Honda RBPT              | 23    | +35.452        | 14   |        |
| 14                                                                      | 3  | Daniel Ricciardo | RB-Honda RBPT              | 23    | +39.397        | 16   |        |
| 15                                                                      | 14 | Fernando Alonso  | Aston Martin-Mercedes      | 23    | +43.155        | 13   |        |
| 16                                                                      | 2  | Logan Sargeant   | Williams-Mercedes          | 23    | +44.076        | 15   |        |
| 17                                                                      | 23 | Alexander Albon  | Williams-Mercedes          | 23    | +44.673        | PL   |        |
| 18                                                                      | 77 | Valtteri Bottas  | Kick Sauber-Ferrari        | 23    | +46.511        | 18   |        |
| 19                                                                      | 27 | Nico Hülkenberg  | Haas-Ferrari               | 23    | +48.4232       | 17   |        |
| 20                                                                      | 24 | Zhou Guanyu      | Kick Sauber-Ferrari        | 23    | +53.143        | 19   |        |
| Volta mais rápida: Lando Norris (McLaren-Mercedes) – 1:08.935 (volta 2) |    |                  |                            |       |                |      |        |
| Fontes:                                                                 |    |                  |                            |       |                |      |        |

Notas
- ↑1  – A distância do sprint estava programada para ser completada em 24 voltas antes de ser encurtada em uma volta devido a um procedimento de largada abortado.[4]
- ↑2  – Nico Hülkenberg terminou em 14º na pista, mas recebeu uma penalidade pós-sprint de dez segundos por forçar Fernando Alonso a sair da pista na curva 3.[4]

#### Treino classificatório
| Pos.                | N° | Piloto           | Construtor                 | Qualifying times | Qualifying times | Qualifying times | Final grid |
| Pos.                | N° | Piloto           | Construtor                 | Q1               | Q2               | Q3               | Final grid |
| ------------------- | -- | ---------------- | -------------------------- | ---------------- | ---------------- | ---------------- | ---------- |
| 1                   | 1  | Max Verstappen   | Red Bull Racing-Honda RBPT | 1:05.336         | 1:04.469         | 1:04.314         | 1          |
| 2                   | 4  | Lando Norris     | McLaren-Mercedes           | 1:05.450         | 1:05.103         | 1:04.718         | 2          |
| 3                   | 63 | George Russell   | Mercedes                   | 1:05.585         | 1:05.016         | 1:04.840         | 3          |
| 4                   | 55 | Carlos Sainz Jr. | Ferrari                    | 1:05.263         | 1:05.016         | 1:04.851         | 4          |
| 5                   | 44 | Lewis Hamilton   | Mercedes                   | 1:05.541         | 1:05.053         | 1:04.903         | 5          |
| 6                   | 16 | Charles Leclerc  | Ferrari                    | 1:05.509         | 1:05.104         | 1:05.044         | 6          |
| 7                   | 81 | Oscar Piastri    | McLaren-Mercedes           | 1:05.311         | 1:05.070         | 1:05.048         | 7          |
| 8                   | 11 | Sergio Pérez     | Red Bull Racing-Honda RBPT | 1:05.587         | 1:05.144         | 1:05.202         | 8          |
| 9                   | 27 | Nico Hülkenberg  | Haas-Ferrari               | 1:05.596         | 1:05.262         | 1:05.385         | 9          |
| 10                  | 31 | Esteban Ocon     | Alpine-Renault             | 1:05.574         | 1:05.274         | 1:05.883         | 10         |
| 11                  | 3  | Daniel Ricciardo | RB-Honda RBPT              | 1:05.569         | 1:05.289         | N/A              | 11         |
| 12                  | 20 | Kevin Magnussen  | Haas-Ferrari               | 1:05.508         | 1:05.347         | N/A              | 12         |
| 13                  | 10 | Pierre Gasly     | Alpine-Renault             | 1:05.598         | 1:05.359         | N/A              | 13         |
| 14                  | 22 | Yuki Tsunoda     | RB-Honda RBPT              | 1:05.563         | 1:05.412         | N/A              | 14         |
| 15                  | 14 | Fernando Alonso  | Aston Martin-Mercedes      | 1:05.656         | 1:05.639         | N/A              | 15         |
| 16                  | 23 | Alexander Albon  | Williams-Mercedes          | 1:05.736         | N/A              | N/A              | 16         |
| 17                  | 18 | Lance Stroll     | Aston Martin-Mercedes      | 1:05.819         | N/A              | N/A              | 17         |
| 18                  | 77 | Valtteri Bottas  | Kick Sauber-Ferrari        | 1:05.847         | N/A              | N/A              | 18         |
| 19                  | 2  | Logan Sargeant   | Williams-Mercedes          | 1:05.856         | N/A              | N/A              | 19         |
| 20                  | 24 | Zhou Guanyu      | Kick Sauber-Ferrari        | 1:06.061         | N/A              | N/A              | PL1        |
| 107% time: 1:09.831 |    |                  |                            |                  |                  |                  |            |
| Fontes:             |    |                  |                            |                  |                  |                  |            |

Notas
- ↑1  – Zhou Guanyu qualificou-se em 20º, mas foi obrigado a largar a corrida nas boxes devido a alterações feitas na afinação do seu carro durante o parque fechado.[6]

#### Corrida
| Pos.                                                                             | N° | Piloto           | Construtor                 | Laps | Tempo/Retirada     | Grid | Pontos |
| -------------------------------------------------------------------------------- | -- | ---------------- | -------------------------- | ---- | ------------------ | ---- | ------ |
| 1                                                                                | 63 | George Russell   | Mercedes                   | 71   | 1:24:22.798        | 3    | 25     |
| 2                                                                                | 81 | Oscar Piastri    | McLaren-Mercedes           | 71   | +1.906             | 7    | 18     |
| 3                                                                                | 55 | Carlos Sainz Jr. | Ferrari                    | 71   | +4.533             | 4    | 15     |
| 4                                                                                | 44 | Lewis Hamilton   | Mercedes                   | 71   | +23.142            | 5    | 12     |
| 5                                                                                | 1  | Max Verstappen   | Red Bull Racing-Honda RBPT | 71   | +37.2531           | 1    | 10     |
| 6                                                                                | 27 | Nico Hülkenberg  | Haas-Ferrari               | 71   | +54.088            | 9    | 8      |
| 7                                                                                | 11 | Sergio Pérez     | Red Bull Racing-Honda RBPT | 71   | +54.672            | 8    | 6      |
| 8                                                                                | 20 | Kevin Magnussen  | Haas-Ferrari               | 71   | +1:00.355          | 12   | 4      |
| 9                                                                                | 3  | Daniel Ricciardo | RB-Honda RBPT              | 71   | +1:01.169          | 11   | 2      |
| 10                                                                               | 10 | Pierre Gasly     | Alpine-Renault             | 71   | +1:01.766          | 13   | 1      |
| 11                                                                               | 16 | Charles Leclerc  | Ferrari                    | 71   | +1:07.056          | 6    |        |
| 12                                                                               | 31 | Esteban Ocon     | Alpine-Renault             | 71   | +1:08.325          | 10   |        |
| 13                                                                               | 18 | Lance Stroll     | Aston Martin-Mercedes      | 70   | +1 lap             | 17   |        |
| 14                                                                               | 22 | Yuki Tsunoda     | RB-Honda RBPT              | 70   | +1 lap             | 14   |        |
| 15                                                                               | 23 | Alexander Albon  | Williams-Mercedes          | 70   | +1 lap2            | 16   |        |
| 16                                                                               | 77 | Valtteri Bottas  | Kick Sauber-Ferrari        | 70   | +1 lap             | 18   |        |
| 17                                                                               | 24 | Zhou Guanyu      | Kick Sauber-Ferrari        | 70   | +1 lap             | PL   |        |
| 18                                                                               | 14 | Fernando Alonso  | Aston Martin-Mercedes      | 70   | +1 lap             | 15   |        |
| 19                                                                               | 2  | Logan Sargeant   | Williams-Mercedes          | 69   | +2 laps            | 19   |        |
| 203                                                                              | 4  | Lando Norris     | McLaren-Mercedes           | 64   | Dano após colisão3 | 2    |        |
| Volta mais rápida: Fernando Alonso (Aston Martin-Mercedes) – 1:07.694 (volta 70) |    |                  |                            |      |                    |      |        |
| Fontes:                                                                          |    |                  |                            |      |                    |      |        |

Notas
- ↑1  – Max Verstappen recebeu uma penalidade de dez segundos por causar uma colisão com Lando Norris. Sua posição final não foi afetada pela penalidade.[7]
- ↑2  – Alexander Albon terminou em 14º, mas recebeu uma penalidade de cinco segundos por cruzar a linha na entrada do pit.[7]
- ↑3  – Lando Norris foi classificado por ter completado mais de 90% da distância da corrida. Ele também recebeu uma penalidade de cinco segundos por exceder os limites da pista. O pênalti não fez diferença, pois ele abandonou e ficou na última posição.[7]

## Tabela do Campeonato após a corrida
|        | Pos. | Piloto           | Pontos |
| ------ | ---- | ---------------- | ------ |
|        | 1    | Max Verstappen   | 237    |
|        | 2    | Lando Norris     | 156    |
|        | 3    | Charles Leclerc  | 150    |
|        | 4    | Carlos Sainz Jr. | 135    |
|        | 5    | Sergio Pérez     | 118    |
| Fonte: |      |                  |        |

|        | Pos. | Construtor                 | Pontos |
| ------ | ---- | -------------------------- | ------ |
|        | 1    | Red Bull Racing-Honda RBPT | 355    |
|        | 2    | Ferrari                    | 291    |
|        | 3    | McLaren-Mercedes           | 268    |
|        | 4    | Mercedes                   | 196    |
|        | 5    | Aston Martin-Mercedes      | 58     |
| Fonte: |      |                            |        |

- Nota: Apenas as cinco primeiras posições estão incluídas em ambos os conjuntos de classificação.